# 穆瓦朗站
穆瓦朗站，是法国的一个铁路车站，位于法国城市穆瓦朗。

## 位置
穆瓦朗站位于穆瓦朗市区的东南部，里昂－马赛铁路公里处，距离格勒诺布尔大约18公里。车站大致呈西北-东南走向，开口朝东北。
穆瓦朗站是一个铁路枢纽，里昂－马赛铁路和瓦朗斯－穆瓦朗铁路在此交汇。但由于该站距离穆瓦朗市区略远，且穆瓦朗市区内还有一个穆瓦朗加利费特站距离市区更近，因此停靠穆瓦朗站的主要为短途列车。前往里昂方向的乘客一般需要在瓦隆站进行换乘。

## 设施
穆瓦朗站设有人工售票窗口，其开放时间如下：
- 周一和周二：7:00~14:15
- 周一至周五：10:00~12:00和13:15~18:30
- 周末及节假日：关闭

此外，穆瓦朗站站内还设有自动售票机等设施。

## 停靠线路
以下列车线路在穆瓦朗站停靠：
| 穆瓦朗站列车线路表                        |      |                |                    |              |
| 线路                                      | 车种 | 上一站         | 下一站             | 大致运行频率 |
| 里昂—格勒诺布尔                           | TER  | 瓦隆           | 沃雷普             | 每天1趟      |
| 圣昂德雷勒加兹/里夫—格勒诺布尔/格勒大学城 | TER  | 瓦隆           | 沃雷普             | 每天14趟左右 |
| 瓦朗斯—格勒大学城                         | TER  | 穆瓦朗加利费特 | 圣埃格雷弗圣罗贝尔 | 每天1趟      |
| 圣马尔瑟兰—格勒诺布尔/格勒大学城          | TER  | 穆瓦朗加利费特 | 圣埃格雷弗圣罗贝尔 | 每天14趟左右 |
| 瓦朗斯—格勒诺布尔/尚贝里/阿讷西           | TER  | 蒂兰弗尔       | 格勒诺布尔         | 每天15趟左右 |
| 1. 2.                                     |      |                |                    |              |

## 配套交通

### 长途客车
| 停靠穆瓦朗站的大巴车 |                             | |
| 上下车地点           | 运营单位                    | 主要线路及目的地 |
| 穆瓦朗站门口         | 伊泽尔省城际客运 Transisère | - 5200线：格勒诺布尔、蒂兰、维奈、泰什、圣马尔瑟兰 - 7300线：格勒诺布尔、里夫、赫纳日、西朗、圣艾蒂安德圣热瓦尔、博雷佩尔 |
| 穆瓦朗站门口         | SNCF Car TER                | （当某条铁路线施工或罢工时，SNCF可能也会提供途径该线路沿途站点的大巴车）                                                  |
| 1. 2.                |                             | |

### 市内交通
| 穆瓦朗站附近的市内公共交通线路 |              |                                                          |
| 公交车站名称                   | 位置         | 停靠线路                                                 |
| Gare SNCF 火车站               | 穆瓦朗站门口 | - 20路：圣让德穆瓦朗-拉芒什 ↔ 沃雷普-阿尔卑斯中心-德利翁 |
| 1. 2.                          |              |                                                          |

### 社会车辆
穆瓦朗站门口设有社会车辆停车场。

## 临近车站
| 穆瓦朗站（Gare de Moirans）    |                    |                      |
| 上行车站                       | 线路               | 下行车站             |
| 瓦隆站                         | 里昂－马赛铁路     | 圣埃格雷弗圣罗贝尔站 |
| 穆瓦朗加利费特站               | 瓦朗斯－穆瓦朗铁路 | （终点）             |
| - 本表仅显示运营中的线路及车站 |                    |                      |